# Okręgowe rozgrywki w piłce nożnej woj. białostockiego (1956)
22. Edycja okręgowych rozgrywek w piłce nożnej województwa białostockiego

Okręgowe rozgrywki w piłce nożnej województwa białostockiego prowadzone są przez Białostocki Okręgowy Związek Piłki Nożnej, rozgrywane są w trzech ligach, najwyższym poziomem jest klasa A, następnie klasa B (2 grupy) i klasa C (brak danych co do ilości grup). 

Mistrzostwo Okręgu zdobyła Gwardia Białystok. 

Okręgowy Puchar Polski zdobyła drużyna Gwardii Białystok.
Drużyny z województwa białostockiego występujące w centralnych i makroregionalnych poziomach rozgrywkowych:
- I Liga - brak
- II Liga - brak
- III Liga - Mazur Ełk, Wigry Suwałki.

| Rozgrywki       | Poziomy rozgrywkowe w sezonie 1956 | Poziomy rozgrywkowe w sezonie 1956        | Poziomy rozgrywkowe w sezonie 1956        | Poziomy rozgrywkowe w sezonie 1956        | Poziomy rozgrywkowe w sezonie 1956        |
| --------------- | ---------------------------------- | ----------------------------------------- | ----------------------------------------- | ----------------------------------------- | ----------------------------------------- |
| Centralne       | I poziom ligowy                    | I Liga                                    | I Liga                                    | I Liga                                    | I Liga                                    |
| Centralne       | II poziom ligowy                   | II Liga                                   | II Liga                                   | II Liga                                   | II Liga                                   |
| Makroregionalne | III poziom ligowy                  | III Liga - 9 grup                         | III Liga - 9 grup                         | III Liga - 9 grup                         | III Liga - 9 grup                         |
| Okręgowe        | IV poziom ligowy                   | Klasa A                                   | Klasa A                                   | Klasa A                                   | Klasa A                                   |
| Okręgowe        | V poziom ligowy                    | Klasa B - gr.I                            | Klasa B - gr.I                            | Klasa B - gr.II                           | Klasa B - gr.II                           |
| Okręgowe        | VI poziom ligowy                   | Klasa C - (brak danych co do ilości grup) | Klasa C - (brak danych co do ilości grup) | Klasa C - (brak danych co do ilości grup) | Klasa C - (brak danych co do ilości grup) |

## Klasa A - IV poziom rozgrywkowy
| Poz. | Drużyna                 | M  | Z  | R | P  | Bramki | Punkty |       |
| ---- | ----------------------- | -- | -- | - | -- | ------ | ------ | ----- |
| 1    | Gwardia Białystok (s)   | 22 | 20 | 2 | 0  | 102-10 | 42     |       |
| 2    | Ognisko Białystok       | 22 | 16 | 3 | 3  | 69-22  | 35     | elim. |
| 3    | Pogoń Łapy              | 22 | 13 | 4 | 5  | 67-35  | 30     |       |
| 4    | Włókniarz Zambrów (b)   | 22 | 11 | 1 | 10 | 39-44  | 23     |       |
| 5    | ŁKS Łomża (b)           | 22 | 10 | 2 | 10 | 48-38  | 22     |       |
| 6    | Syrena Hajnówka         | 22 | 10 | 2 | 10 | 46-64  | 22     |       |
| 7    | Warmia Grajewo (b)      | 22 | 9  | 3 | 10 | 42-54  | 21     |       |
| 8    | Sokół Sokółka           | 22 | 8  | 1 | 13 | 37-47  | 17     |       |
| 9    | Wissa Szczuczyn         | 22 | 8  | 0 | 14 | 36-66  | 16     |       |
| 10   | Supraślanka Supraśl (b) | 22 | 6  | 1 | 15 | 30-64  | 13     |       |
| 11   | LZS Uhowo (b)           | 22 | 5  | 2 | 15 | 24-51  | 12     |       |
| 12   | Victoria Białystok      | 22 | 5  | 1 | 16 | 23-68  | 11     |       |

- Przed sezonem zespół Budowlanych został rozwiązany, a jego miejsce przejęła grająca w klasie B Warmia.
- Po sezonie doszło do fuzji Syreny Hajnówka (klasa A) ze Spartą Hajnówka (klasa B) w wyniku czego powstał klub o nazwie Puszcza Hajnówka.
- Zmiana nazwy ŁKS Budowlani na ŁKS Łomża.
- Zmiana nazwy Start na Supraślanka Supraśl.

Eliminacje do III ligi
| Poz. | Drużyna                | M | Bramki | Punkty |
| ---- | ---------------------- | - | ------ | ------ |
| 1    | Legia II Warszawa      | 4 | 16-3   | 7      |
| 2    | Żyrardowianka Żyrardów | 4 | 7-6    | 3      |
| 3    | Ognisko Białystok      | 4 | 4-16   | 2      |

## Klasa B - V poziom rozgrywkowy
Grupa I
| Poz. | Drużyna                   | M  | Z | R | P | Bramki | Punkty |
| ---- | ------------------------- | -- | - | - | - | ------ | ------ |
| 1    | KS (WKS) Hajnówka (b)     | 24 |   |   |   | 77-23  | 39     |
| 2    | Sparta Hajnówka           | 24 |   |   |   | 90-26  | 38     |
| 3    | Budowlani Bielsk Podlaski | 24 |   |   |   | 75-38  | 36     |
| 4    | Gwardia II Białystok      | 24 |   |   |   | 83-49  | 28     |
| 5    | Skra Czarna Wieś          | 24 |   |   |   | 62-50  | 26     |
| 6    | Sparta Siemiatycze        | 24 |   |   |   | 49-51  | 26     |
| 7    | LZS Dojlidy (b)           | 24 |   |   |   | 52-85  | 22     |
| 8    | Pogoń Wasilków            | 24 |   |   |   | 48-70  | 21     |
| 9    | Ognisko II Białystok (b)  | 24 |   |   |   | 71-61  | 20     |
| 10   | Pogoń II Łapy (b)         | 24 |   |   |   | 49-71  | 20     |
| 11   | LZS Choroszcz             | 24 |   |   |   | 48-78  | 17     |
| 11   | Kolejarz Starosielce (b)  | 24 |   |   |   | 40-95  | 12     |
| 13   | Pogoń Białystok (b)       | 24 |   |   |   | 17-68  | 7      |
| 14   | Stal Białystok (b)        |    |   |   |   |        |        |

- Stal Białystok wycofała się po I rundzie.
- Zmiana nazwy Start na Pogoń Białystok.
- Zmiana nazwy Unia na Skra Czarna Wieś.
- Zmiana nazwy Unia na LZS Choroszcz.
- Po sezonie klub LZS Dojlidy wycofał się z rozgrywek.
- Po sezonie fuzja Sparty z A klasową Syreną Hajnówka.

Grupa II
| Poz. | Drużyna                    | M  | Z | R | P | Bramki | Punkty |
| ---- | -------------------------- | -- | - | - | - | ------ | ------ |
| 1    | Mazur II Ełk (s)           | 22 |   |   |   | 107-21 | 36     |
| 2    | Lega Olecko                | 22 |   |   |   | 82-26  | 34     |
| 3    | Start Łomża                | 22 |   |   |   | 75-42  | 30     |
| 4    | Naprzód Augustów           | 22 |   |   |   | 49-36  | 27     |
| 5    | Start Zambrów (b)          | 22 |   |   |   | 49-36  | 27     |
| 6    | LZS Pogoń Sejny            | 22 |   |   |   | 48-38  | 25     |
| 7    | LZS Szyba (b)              | 22 |   |   |   | 52-57  | 24     |
| 8    | Budowlani Wysokie Maz. (b) | 22 |   |   |   | 42-62  | 14     |
| 9    | Warmia II Grajewo (b)      | 22 |   |   |   | 35-97  | 14     |
| 10   | ŁKS II Łomża (b)           | 22 |   |   |   | 52-85  | 13     |
| 11   | Wigry II Suwałki (b)       | 22 |   |   |   | 28-62  | 11     |
| 12   | LZS II Szczuczyn (b)       | 22 |   |   |   | 16-69  | 5      |

- Wigry II Suwałki oraz LZS II Szczuczyn zostały zdegradowane z powodu oddania walkowerem w trakcie rozgrywek 3 meczów.
- Przed sezonem Gwardia Łomża zmieniła nazwę na Start Łomża.

## Klasa C - VI poziom rozgrywkowy
Brak danych dotyczący ilości grup, znana jest tabela grupy sokólskiej.

Grupa (Sokólska)
| Poz. | Drużyna           | M  | Z | R | P | Bramki | Punkty |
| ---- | ----------------- | -- | - | - | - | ------ | ------ |
| 1    | Sokół II Sokółka  | 12 |   |   |   | 46-14  | 20     |
| 2    | LZS Kuźnica       | 12 |   |   |   | 31-33  | 13     |
| 3    | LZS SG Sokółka    | 12 |   |   |   | 39-34  | 12     |
| 4    | LZS Kamionka Nowa | 12 |   |   |   | 28-23  | 12     |
| 5    | LZS Krynki        | 12 |   |   |   | 25-34  | 11     |
| 6    | LZS Kraśniany     | 12 |   |   |   | 24-38  | 8      |
| 7    | LZS Suchowola     | 12 |   |   |   | 10-39  | 4      |

## Puchar Polski - rozgrywki okręgowe
- Finał - Gwardia Białystok : Włókniarz Zambrów 6:2